# توماس لونش (شاعر)
توماس لونش (بالإنجليزية: Thomas Lynch)‏ هو شاعر أمريكي، ولد في 1948 في ديترويت في الولايات المتحدة.